# Monte Carlo Masters 2017
Il Monte Carlo Masters 2017, conosciuto anche per motivi di sponsorizzazione come Monte Carlo Masters 2017, è stato un torneo di tennis maschile giocato sulla terra rossa. È stata la 110ª edizione del torneo sponsorizzato dalla Rolex, facente parte della categoria ATP Tour Masters 1000 nell'ambito dell'ATP World Tour 2017. Il torneo si è tenuto al Monte Carlo Country Club di Roquebrune-Cap-Martin, in Francia, vicino a Monte Carlo nel Principato di Monaco, dal 16 al 23 aprile 2017.

## Partecipanti

### Teste di serie
| Nazionalità | Giocatore             | Ranking* | Testa di serie |
| ----------- | --------------------- | -------- | -------------- |
| Regno Unito | Andy Murray           | 1        | 1              |
| Serbia      | Novak Đoković         | 2        | 2              |
| Svizzera    | Stan Wawrinka         | 3        | 3              |
| Spagna      | Rafael Nadal          | 5        | 4              |
| Croazia     | Marin Čilić           | 8        | 5              |
| Austria     | Dominic Thiem         | 9        | 6              |
| Francia     | Jo-Wilfried Tsonga    | 10       | 7              |
| Bulgaria    | Grigor Dimitrov       | 12       | 8              |
| Rep. Ceca   | Tomáš Berdych         | 13       | 9              |
| Belgio      | David Goffin          | 14       | 10             |
| Francia     | Lucas Pouille         | 17       | 11             |
| Spagna      | Roberto Bautista Agut | 18       | 12             |
| Spagna      | Pablo Carreño Busta   | 19       | 13             |
| Germania    | Alexander Zverev      | 20       | 14             |
| Spagna      | Albert Ramos Viñolas  | 24       | 15             |
| Uruguay     | Pablo Cuevas          | 26       | 16             |

* Ranking al 10 aprile 2017.

### Altri partecipanti
I seguenti giocatori hanno ricevuto una wild card per il tabellone principale:
- Jérémy Chardy
- Borna Ćorić
- Casper Ruud
- Andreas Seppi

I seguenti giocatori sono entrati in tabellone con il ranking protetto:
- Tommy Haas
- Tommy Robredo

I seguenti giocatori sono passati dalle qualificazioni:

- Carlos Berlocq
- Guillermo García López
- Martin Kližan
- Andrej Kuznecov
- Adrian Mannarino
- Renzo Olivo
- Jan-Lennard Struff

I seguenti giocatori sono entrati in tabellone come lucky loser:
- Damir Džumhur
- Pierre-Hugues Herbert

## Punti e montepremi
Poiché il Masters di Monte Carlo è un Masters 1000 non obbligatorio ha una speciale regola per il punteggio: pur essendo conteggiato come un torneo 500, i punti sono quelli di un Masters 1000. Il montepremi complessivo è di 4 273 775€.
| Torneo    | Torneo              | V       | F       | SF      | QF      | 3T     | 2T     | 1T     | Q  | Q2    | Q1    |
| Singolare | Punti               | 1000    | 600     | 360     | 180     | 90     | 45     | 10     | 25 | 16    | 0     |
| Singolare | Premi in denaro (€) | 820.035 | 402.080 | 202.365 | 102.900 | 53.435 | 28.170 | 15.210 | –  | 3.505 | 1.785 |
| Doppio    | Punti               | 1000    | 600     | 360     | 180     | –      | 90     | 0      | –  | –     | –     |
| Doppio    | Premi in denaro (€) | 253.950 | 124.330 | 62.360  | 32.010  | –      | 16.550 | 8.730  | –  | –     | –     |

## Campioni

### Singolare
Rafael Nadal ha sconfitto in finale  Albert Ramos Viñolas con il punteggio di 6–1, 6–3.
- È il settantesimo titolo in carriera per Nadal, primo della stagione. È il ventinovesimo Master 1000 in carriera e decimo a Monte Carlo. Grazie a questo successo Nadal diventa il primo a vincere per dieci volte un torneo, nell'era Open, e a conquistare cinquanta titoli sulla terra rossa.

### Doppio
Rohan Bopanna e  Pablo Cuevas hanno sconfitto in finale  Feliciano López e  Marc López con il punteggio di 6–3, 3–6, [10–4].